# エネモンツォ
エネモンツォ（伊: Enemonzo; フリウリ語: Enemonç）は、イタリア共和国フリウリ＝ヴェネツィア・ジュリア州ウーディネ県にある、人口約1,300人の基礎自治体（コムーネ）。

## 地理

### 位置・広がり

#### 隣接コムーネ
隣接するコムーネは以下の通り。
- プレオーネ
- ラヴェーオ
- ソッキエーヴェ
- ヴェルゼーニス
- ヴィッラ・サンティーナ

### 気候分類・地震分類
エネモンツォにおけるイタリアの気候分類 (it) および度日は、zona F, 3168 GGである。
また、イタリアの地震リスク階級 (it) では、zona 2 (sismicità media) に分類される。

## 行政

### 分離集落
エネモンツォには、以下の分離集落（フラツィオーネ）がある。
- Fresis, Tartinis, Colza, Maiaso, Quinis, Esemon di Sotto